# Towarzystwo budowlane
Towarzystwo budowlane (ang. building society) – instytucja finansowa, będąca własnością jej członków, oferująca usługi bankowe oraz inne usługi finansowe, w szczególności udzielanie kredytów hipotecznych.
Termin towarzystwo budowlane powstał w XIX wieku w Wielkiej Brytanii. U jego źródeł leżały pracownicze spółdzielnie oszczędnościowe, za których skumulowane oszczędności ich członkowie kupowali lub budowali własne domy.
Dziś w Wielkiej Brytanii towarzystwa budowlane aktywnie konkurują z bankami w większości dziedzin, w szczególności w udzielaniu kredytów hipotecznych i przyjmowaniu depozytów. W 2007 r. istniało 60 towarzystw budowlanych, z aktywami przekraczającymi 305 mld funtów.

## Korzenie
Pierwsze towarzystwo budowlane zostało założone w 1774 r. w Birmingham. Większość towarzystw okres swojej działalności ograniczało do czasu aż ostatni z członków wszedł w posiadanie domu.
W latach 30. i 40. XIX wieku rozwinęły się towarzystwa prowadzące stałą działalność (permanent building society). Kiedy tylko zaspokajały potrzeby starych członków prowadziły nabór nowych. Ramy prawne tych instytucji zostały zapisane w 1874 r. w Building Society Act z późniejszymi poprawkami z 1894, 1939 (zob. Coney Hall) i 1960 roku.
W okresie rozkwitu istniały setki towarzystw budowlanych – prawie każde miasto w Wielkiej Brytanii miało towarzystwo nazwane na własną cześć. Po dekadach sukcesu w wyniku połączeń liczba towarzystw spadła, często zmieniając nazwy w wyniku tych fuzji. Większość z dziś istniejących jest rezultatem połączenia wielu mniejszych towarzystw.

## Lata 90. XX wieku
W latach 90. brytyjskie prawo bankowe uległo zmianie, w wyniku czego towarzystwa budowlane uzyskały możliwość prowadzenia analogicznych usług co zwykłe banki. Kierownictwo wielu towarzystw uważało, że towarzystwa budowlane wciąż nie są w stanie konkurować z bankami i w wyniku tych obaw uchwalony został Building Society Act. Jeżeli więcej niż 75% członków zagłosuje pozytywnie, ustawa ta pozwala na zmianę formy prawnej towarzystwa w odpowiednik polskiej spółki z o.o. (limited company). Udziały członkowskie zamieniane są wtedy w akcje nowej spółki. Wiele dużych towarzystw budowlanych wystąpiło z podobną propozycją w stosunku do swoich członków i wszystkie z nich uzyskały poparcie. Niektóre stały się niezależnymi spółkami notowanymi na London Stock Exchange inne nabyte zostały przez większe grupy finansowe.
Wskutek tego powstał ruch inwestorów, którzy otwierali rachunki w towarzystwach specjalnie w celu presji na zmianę formy prawnej i w oczekiwaniu na korzyści finansowe z tego wynikające. Wielu menadżerów i członków spółdzielni nie kryło dużego niezadowolenia z powodu tego rodzaju inwestorów, których określono mianem carpetbaggers (kandydat nieznany w swym okręgu wyborczym – pojęcie z czasu wojny secesyjnej). Utrzymując towarzystwa budowlane jako towarzystwa wzajemnej pomocy, mogli oni dostarczać lepsze i tańsze pożyczki mieszkaniowe niż zdemutualizowane towarzystwa i banki, ponieważ musiały one jedynie pokryć przychodami swoje koszty operacyjne i nie mają potrzeby generowania żadnych dodatkowych zysków (dywidend) dla swoich akcjonariuszy.
W końcu, w następstwie wielu dużych demutualizacji i presji carpetbaggers przemieszczających w poszukiwaniu okazji swe środki z jednego towarzystwa do drugiego, większość istniejących towarzystw zmodyfikowało w końcu lat 90. zasady członkostwa. Metoda, która się przyjęła to przyjęcie przepisów zapewniających, że żaden nowy członek towarzystwa przez pierwszych parę lat nie osiągnie żadnych finansowych korzyści ze zmiany jego formy prawnej.

## Lista zdemutualizowanych towarzystw budowlanych w Wielkiej Brytanii
Niekompletna lista towarzystw budowlanych w Wielkiej Brytanii, które zmieniły swoją formę prawną i stały się bankami. Niektóre z tych towarzystw zostały przejęte przez większe instytucje finansowe. Kolejność chronologiczna.
| Towarzystwo budowlane                  | Data | Szczegóły                              | Obecny status |
| -------------------------------------- | ---- | -------------------------------------- | --- |
| Abbey National                         | 1989 | Zmiana na PLC (public limited company) | Obecnie część Banco Santander Central Hispano.                                                                          |
| Cheltenham and Gloucester              | 1994 | Przejęty przez Lloyds Bank             | Część Lloyds TSB |
| National & Provincial Building Society | 1995 | Przejęty przez Abbey National          | Połączenie z Abbey National. Dotychczasowa nazwa nie jest już dłużej używana.                                           |
| Alliance & Leicester                   | 1997 | Zmiana na PLC                          | Obecnie część banku Santander UK                                                                                        |
| Bristol and West                       | 1997 | Przejęty przez Bank of Ireland         | Oddział Bank of Ireland, aczkolwiek jego oszczędności i sieć zostały przekazane w 2005 r. do Britannia Building Society |
| Halifax                                | 1997 | Zmiana na PLC                          | Połączone z Bank of Scotland (1999), obecnie jako część HBOS                                                            |
| Northern Rock                          | 1997 | Zmiana na PLC                          | Obecnie Virgin Money plc                                                                                                |
| The Woolwich                           | 1997 | Zmiana na PLC                          | Część Barclays |
| Birmingham Midshires                   | 1999 | Przejęty przez Halifax                 | Część HBOS |
| Bradford & Bingley                     | 2000 | Zmiana na PLC                          | Znacjonalizowane przez rząd brytyjski                                                                                   |

## Towarzystwa budowlane w Wielkiej Brytanii
Całkowity majątek towarzystw budowlanych pozostających w formie spółdzielni, styczeń 2007 r. Źródło: Building Societies Association
| Towarzystwo budowlane | Towarzystwo budowlane                   | Towarzystwo budowlane   | Towarzystwo budowlane | Towarzystwo budowlane                | Towarzystwo budowlane   |
|                       | Nazwa                                   | Kapitalizacja w mln GBP |                       | Nazwa                                | Kapitalizacja w mln GBP |
| --------------------- | --------------------------------------- | ----------------------- | --------------------- | ------------------------------------ | ----------------------- |
| 1                     | Nationwide Building Society             | 120 586                 | 31                    | Monmouthshire Building Society       | 485                     |
| 2                     | Britannia Building Society              | 32 431                  | 32                    | Melton Mowbray Building Society¹     | 385                     |
| 3                     | Portman Building Society                | 17 765                  | 33                    | Market Harborough Building Society   | 377                     |
| 4                     | Yorkshire Building Society              | 16 298                  | 34                    | Barnsley Building Society¹           | 346                     |
| 5                     | Coventry Building Society *             | 11 090                  | 35                    | Marsden Building Society             | 343                     |
| 6                     | Chelsea Building Society                | 9656                    | 36                    | Hanley Economic Building Society     | 322                     |
| 7                     | Skipton Building Society                | 9156                    | 37                    | Ipswich Building Society¹            | 321                     |
| 8                     | West Bromwich Building Society          | 7208                    | 38                    | Tipton & Coseley Building Society    | 287                     |
| 9                     | Leeds Building Society                  | 7065                    | 39                    | Teachers’ Building Society           | 240                     |
| 10                    | Derbyshire Building Society             | 5097                    | 40                    | Loughborough Building Society¹       | 239                     |
| 11                    | Cheshire Building Society               | 4678                    | 41                    | Mansfield Building Society¹          | 229                     |
| 12                    | Principality Building Society           | 4384                    | 42                    | Dudley Building Society              | 228                     |
| 13                    | Newcastle Building Society              | 3863                    | 43                    | Vernon Building Society              | 217                     |
| 14                    | Norwich & Peterborough Building Society | 3403                    | 44                    | Scottish Building Society            | 211                     |
| 15                    | Stroud & Swindon Building Society       | 2514                    | 45                    | Chesham Building Society¹            | 196                     |
| 16                    | Nottingham Building Society             | 2428                    | 46                    | Bath Investment & Building Society   | 157                     |
| 17                    | Dunfermline Building Society            | 2318                    | 47                    | Chorley & District Building Society¹ | 147                     |
| 18                    | Scarborough Building Society            | 1733                    | 48                    | Holmesdale Building Society¹         | 142                     |
| 19                    | Kent Reliance Building Society          | 1619                    | 49                    | Buckinghamshire Building Society *   | 135                     |
| 20                    | Progressive Building Society *          | 1248                    | 50                    | Stafford Railway Building Society¹   | 132                     |
| 21                    | Cumberland Building Society             | 1185                    | 51                    | Harpenden Building Society*          | 126                     |
| 22                    | National Counties Building Society      | 956                     | 52                    | Beverley Building Society¹           | 117                     |
| 23                    | Furness Building Society                | 770                     | 53                    | Swansea Building Society             | 95                      |
| 24                    | Cambridge Building Society              | 751                     | 54                    | Earl Shilton Building Society¹       | 88                      |
| 25                    | Saffron Building Society                | 662                     | 55                    | Shepshed Building Society            | 79                      |
| 26                    | Leek United Building Society            | 661                     | 56                    | Penrith Building Society¹            | 74                      |
| 27                    | Hinckley & Rugby Building Society       | 649                     | 57                    | Ecology Building Society¹            | 63                      |
| 28                    | Manchester Building Society             | 565                     | 58                    | Catholic Building Society¹           | 38                      |
| 29                    | Newbury Building Society                | 565                     | 59                    | City of Derry Building Society¹      | 28                      |
| 30                    | Darlington Building Society             | 548                     | 60                    | Century Building Society¹            | 22                      |

¹ Towarzystwa niebędące korporacjami, mogące jednak tworzyć własne spółki.

## Inne kraje
- Australia: W Australii towarzystwa budowlane powstawały według brytyjskich standardów. Z powodu wprowadzenia surowych przepisów bankowych w latach 90. towarzystwa zakończyły okres swej prężnej działalności. Ostatecznie wiele mniejszych znikło, a niektóre z większych (np. St. George) otrzymało status banku.

- Stany Zjednoczone: W USA towarzystwa oszczędnościowo-pożyczkowe mają podobne cele i strukturę organizacyjną.